# Jean-Georges Purgold
Jean-Georges Purgold (1784 - Paris, 7 mars 1829) est un relieur originaire de Darmstadt. C'est un des relieurs majeurs du XIXe siècle, avec René Simier et Joseph Thouvenin.

## Biographie
Il fut d'abord apprenti chez le grand relieur Jean-Claude Bozerian, puis fonda son atelier après la retraite de ce dernier, en 1810. Il s’installa rue Dauphine, puis rue Cassette à Paris. À la Restauration, l’atelier avait déjà une renommée de sérieux et de qualité. Lesné, relieur et poète contemporain de cette génération, le qualifie de « prince des relieurs ».
Purgold affectionnait les dos plats, rompant ainsi avec la tradition du dos à nerfs du XVIIIe siècle. Comme toute sa génération, Purgold commença par copier la reliure « à la Bozerian » avant de s’en écarter, expérimentant des ornementations souvent complexes, exécutées au fer, parfois à la plaque au centre des plats. À la fin de son activité, en 1828-1829, il exécuta même des reliures « à la cathédrale » dans le goût du temps.
À partir de 1820, Purgold reçut comme ouvrier doreur dans son atelier Antoine Bauzonnet, alors âgé de 25 ans et déjà solidement formé par dix années d’apprentissage dans le Jura. Entre 1820 et 1825, Purgold s’associa avec un relieur anglais nommé Hering, mais l’association ne dura pas.
Purgold mourut en mars 1829, laissant un atelier en pleine gloire à sa veuve, qui continua l’activité, ainsi qu’à son ouvrier devenu son nouvel associé depuis peu, Antoine Bauzonnet. Grâce à ce dernier, puis à Georges Trautz, époux d'Alexandrine Estelle Elisabeth Purgold, l’atelier fondé en 1810 perdura jusque sous la Troisième République.